# Calatañazor
Calatañazor es un municipio y localidad española de la provincia de Soria, en la comunidad autónoma de Castilla y León. El término municipal, ubicado en la comarca de las Tierras del Burgo y en el partido judicial de Soria, tiene una población de 43 habitantes (INE 2024) y comprende las pedanías de Abioncillo de Calatañazor y Aldehuela de Calatañazor.

## Geografía

### Situación
Integrado en la comarca de Tierras del Burgo, se sitúa a 31 km de la capital soriana. El término municipal está atravesado por la carretera nacional N-122, entre los pK 183 y 190, y por carreteras locales que permiten la comunicación con Abejar (SO-910), Fuentepinilla (SO-110), Muriel de la Fuente y Rioseco de Soria.
El relieve del municipio está definido por el valle del río Milanos, la sierra de Cabrejas al norte, y el conocido como páramo de Calatañazor en la zona central. Parte del municipio está integrado en la Reserva Natural Sabinar de Calatañazor. Entre los cauces del río Milanos y el río Sequillo se alza el puerto del Temeroso (1080 m), que es cruzado por la carretera nacional. La altitud oscila entre los 1220 m al norte (Alto del Cebollín), cerca de la sierra de Cabrejas, y los 1000 m a orillas del río Milanos. El pueblo se alza a 1063 m sobre el nivel del mar.
| Noroeste: Cabrejas del Pinar       | Norte: Abejar         | Noreste: Villaciervos |
| Oeste: Cabrejas del Pinar y Blacos |                       | Este: Golmayo         |
| Suroeste: Blacos                   | Sur: Rioseco de Soria | Sureste: Golmayo      |

### Perfil
La llegada a Calatañazor por su parte alta depara una panorámica de la medieval ciudad que presenta por ese lado, el suroriental, el escarpe a cuyo pie discurre el río Milanos. La profundidad de la hoz torna innecesaria la utilización de murallas para la defensa de la población; su caserío se muestra por este frente formando una irregular fachada sobre cuyo perfil destaca la iglesia parroquial.
En su acceso por la zona baja, viniendo desde Muriel de la Fuente, las murallas que guarnecen la población por este flanco y las ruinas del castillo otorgan a la localidad ese peculiar aspecto de fortaleza que la caracteriza.
El poeta Gerardo Diego, sin duda impresionado por la serena estampa e historia de Calatañazor le dedicó un bello poema, cuyas estrofas, grabadas en bronce, decoran un monumento dedicado al Almanzor, erigido en el centro del pueblo.

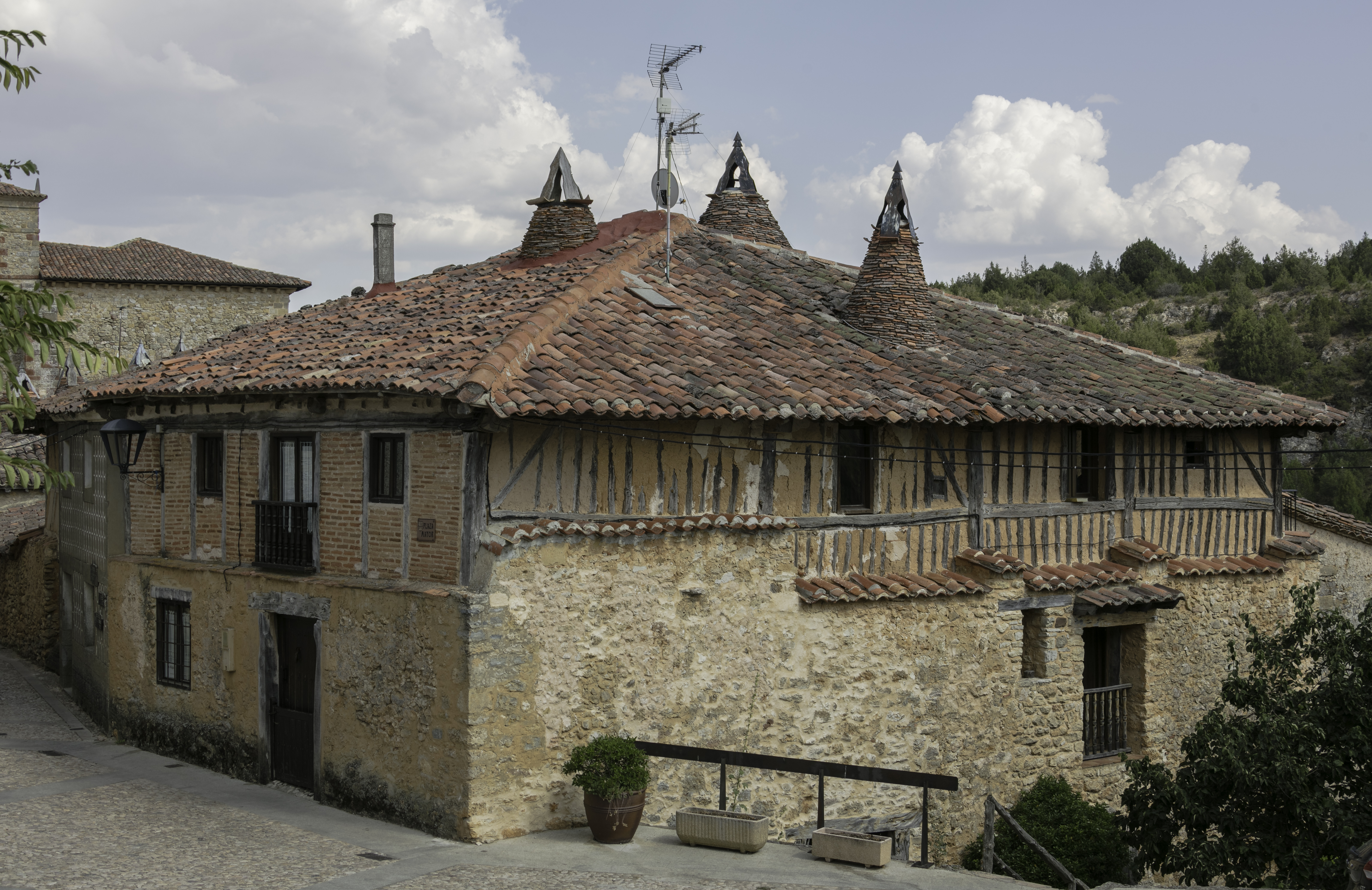
Ejemplo de casa típica con sus chimeneas cónicas.

### Clima
| Parámetros climáticos promedio de Calatañazor en el periodo 1972-2003                                                                                  | Parámetros climáticos promedio de Calatañazor en el periodo 1972-2003 | Parámetros climáticos promedio de Calatañazor en el periodo 1972-2003 | Parámetros climáticos promedio de Calatañazor en el periodo 1972-2003 | Parámetros climáticos promedio de Calatañazor en el periodo 1972-2003 | Parámetros climáticos promedio de Calatañazor en el periodo 1972-2003 | Parámetros climáticos promedio de Calatañazor en el periodo 1972-2003 | Parámetros climáticos promedio de Calatañazor en el periodo 1972-2003 | Parámetros climáticos promedio de Calatañazor en el periodo 1972-2003 | Parámetros climáticos promedio de Calatañazor en el periodo 1972-2003 | Parámetros climáticos promedio de Calatañazor en el periodo 1972-2003 | Parámetros climáticos promedio de Calatañazor en el periodo 1972-2003 | Parámetros climáticos promedio de Calatañazor en el periodo 1972-2003 | Parámetros climáticos promedio de Calatañazor en el periodo 1972-2003 |
| Mes | Ene.                                                                  | Feb.                                                                  | Mar.                                                                  | Abr.                                                                  | May.                                                                  | Jun.                                                                  | Jul.                                                                  | Ago.                                                                  | Sep.                                                                  | Oct.                                                                  | Nov.                                                                  | Dic.                                                                  | Anual                                                                 |
| --- | --------------------------------------------------------------------- | --------------------------------------------------------------------- | --------------------------------------------------------------------- | --------------------------------------------------------------------- | --------------------------------------------------------------------- | --------------------------------------------------------------------- | --------------------------------------------------------------------- | --------------------------------------------------------------------- | --------------------------------------------------------------------- | --------------------------------------------------------------------- | --------------------------------------------------------------------- | --------------------------------------------------------------------- | --------------------------------------------------------------------- |
| Precipitación total (mm) | 59.50                                                                 | 53                                                                    | 37.80                                                                 | 58.80                                                                 | 66                                                                    | 49.20                                                                 | 32.50                                                                 | 34,50                                                                 | 36.90                                                                 | 62.90                                                                 | 66.90                                                                 | 64.70                                                                 | 632.80                                                                |
| Fuente: Ministerio de Agricultura, Alimentación y Medio Ambiente. Datos de precipitación para el periodo 1972-2003 en Calatañazor 9 de octubre de 2012 |                                                                       |                                                                       |                                                                       |                                                                       |                                                                       |                                                                       |                                                                       |                                                                       |                                                                       |                                                                       |                                                                       |                                                                       |                                                                       |

## Medio ambiente
En su término e incluidos en la Red Natura 2000 los siguientes lugares:
- Lugar de Interés Comunitario conocido como Riberas del Río Duero y afluentes, ocupando 2 hectáreas, el 1 % de su término.[3]
- Lugar de Interés Comunitario conocido como Sabinares Sierra de Cabrejas, ocupando 4823 hectáreas, el 64 % de su término.[4]

### El Sabinar

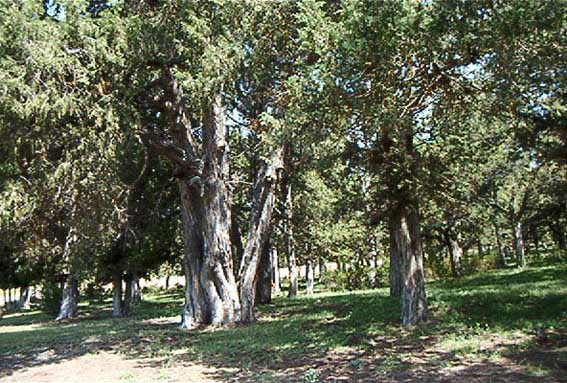
El sabinar.

Cuenta en su término municipal con sabinares de sabina albar único en su género.

... El Sabinar de Calatañazor situado en la parte noroccidental de la provincia de Soria, al sur de la Sierra de Cabrejas, destaca por su vegetación, y más concretamente por el bosquete de sabinas (Juniperus thurifera) que alberga y que hoy compone una estampa de la herencia cultural que debemos proteger. La sabina albar, especie considerada una reliquia del Terciario, conforma en este espacio natural una de las pocas masas, con ejemplares de porte arbóreo de considerable altura y edad coetánea, en torno a doscientos años, existentes en la península ibérica. Su gran tamaño, poco usual en la especie y menos para edades tan jóvenes en relación a su longevidad, se debe a un uso respetuoso por parte del hombre y a la existencia de un mejor suelo en el fondo del valle que ocupa, que en los terrenos de paramera típicos sobre los que se asienta generalmente....

El bosque ocupa una superficie de aproximadamente 30 hectáreas y en él crecen ejemplares notables de hasta 14 m de altura y 4 m de perímetro, dimensiones que pueden incrementarse con la edad, pues el Juniperus thurifera o sabina albar puede alcanzar los 20 m de altura y 8 m de ruedo troncal. Su madera es sumamente dura y resistente, y al quemarse desprende un olor que recuerda al incienso, cualidad que le ha valido el apellido de thurifera.

## Historia

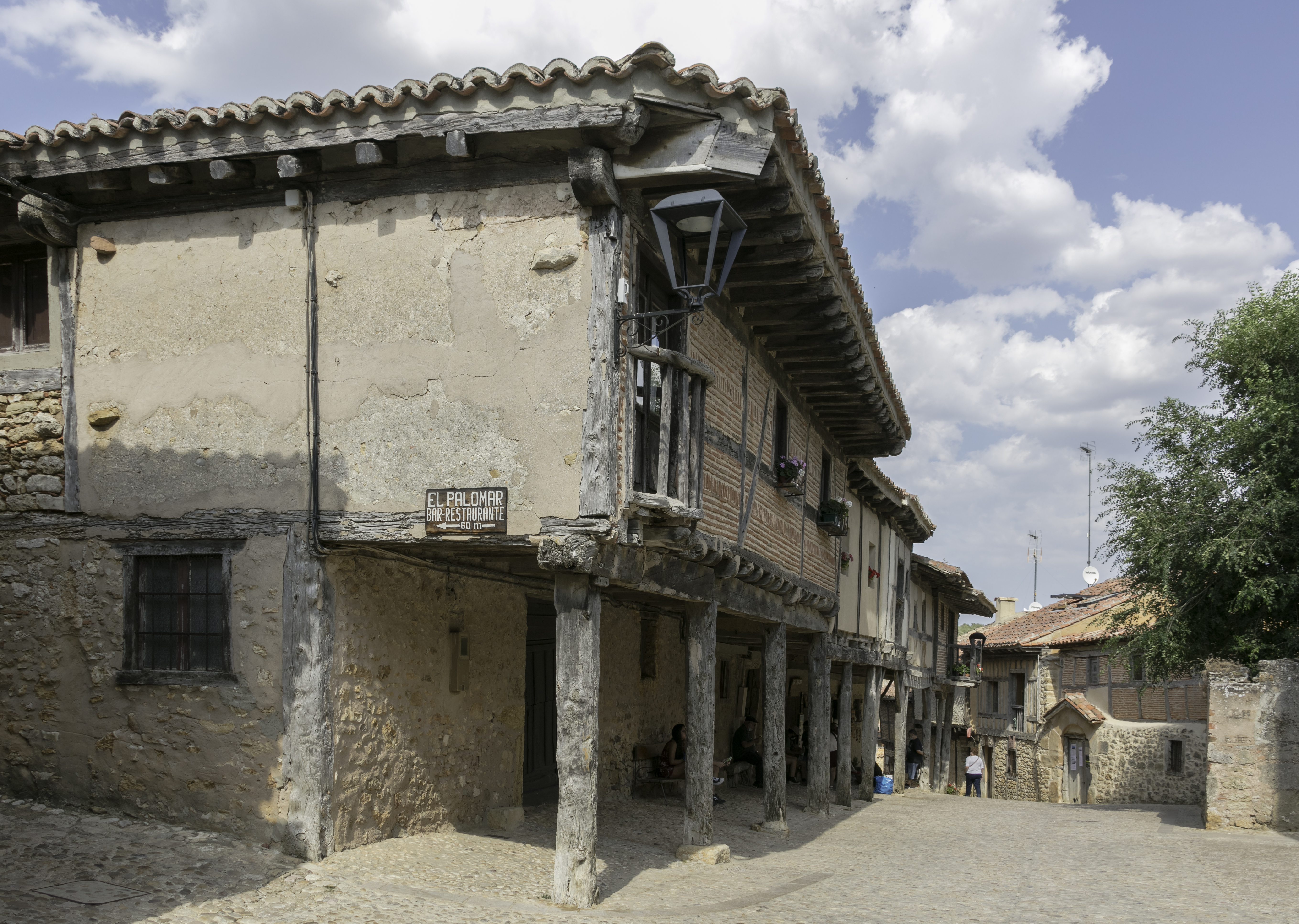
Arquitectura popular

Aunque se ha propuesto repetidas veces Qal`at an-Nusur, ‘castillo de las águilas’, parece preferible, por razones fonéticas, partir en el segundo término del compuesto del árabe an-nazur ‘torre, vigía’.
Compárese probablemente Villansur-Río de Oca (Burgos). El término más o menos deformado por etimología popular, se repite abundantemente en la toponimia hispánica. Podemos citar, entre otros Añador (Cuenca), Torre de Nadador (Albarracín, Teruel), Compárese por último el nombre alcual de la ciudad, marroquí de Nador.
La etimología del actual topónimo de Calatañazor lo haría provenir del árabe Qal`at an-Nusur (قلعة النسور), que puede ser traducido por «Castillo de las Águilas». En atención al origen árabe de su denominación cabría pensar que también lo es el de la población, mas no, el poblado se remonta a unos diez siglos atrás, aunque no en su presente ubicación.
El primitivo asentamiento se corresponde con el de la ciudad arévaca de Voluce que, según estimaciones arqueológicas, podría emplazarse a un kilómetro de Calatañazor sobre un cerro lindante con el río Milanos que se conoce como Los Castejones. Allí habría permanecido Voluce desde el siglo III-II a. C. hasta los siglos IV-V de nuestra era, es decir, durante todo el periodo de presencia o dominación romana en la Península. Con las invasiones germánicas los habitantes de la antigua ciudad debieron encontrar mejor acomodo en el promontorio que ocupa la actual Calatañazor y trasladarse a él.
De la época visigótica pudieran ser las tumbas antropomorfas que aparecen excavadas en la roca en la base del castillo, visibles desde este y accesibles por la vega. En el siglo VIII se extendió por la península ibérica el dominio musulmán que alcanzó, por supuesto, a estas tierras en las que dejó perdurable huella. Precisamente en relación con las luchas que en ellas se libraron entre los cristianos del norte y los musulmanes del sur pudo producirse el acontecimiento que ha proporcionado más celebridad histórica a Calatañazor.
Era el verano del año 1002 Almanzor (Al-Mansur, esto es, «el victorioso»), general de los ejércitos del califa cordobés Hisham II y auténtico caudillo y soberano fáctico de Al-Ándalus, estragaba como cada estío durante las dos décadas anteriores las comarcas cristianas desde Santiago de Compostela hasta Barcelona.
La campaña militar de aquel año le había llevado por tierras riojanas a San Millán y Canales, de donde regresaba a sus cuarteles de invierno andaluces. Lo hacía victorioso pero enfermo. La ruta a seguir hacia Medinaceli le haría remontar el puerto de Santa Inés desde los Cameros y traspasar el portillo de Cabrejas, para salir a campo abierto frente al peñasco de Calatañazor. Hasta aquí la historia y en adelante la leyenda. Sancho García, a la sazón Conde de Castilla, que se había enfrentado a las huestes de Almanzor dos años antes en Peña Cervera, donde, si bien resultó derrotado como siempre, apreció quizá debilidades nunca antes advertidas en los ejércitos mahometanos, bien pudo calcular que había llegado el momento y la ocasión de rendir en combate a Almanzor, envejecido, enfermo y ahora en retirada.
Así pudo haber sucedido la batalla de Calatañazor, aunque documentalmente no sea dado asegurarlo ni desmentirlo. La tradición sostiene que «en la Calatañazor perdió Almanzor el tambor», que es tanto como decir que perdió su talismán de imbatible y que resultó derrotado. Como la imaginación no está sujeta al rigor histórico, contemplando desde el castillo la extensa llanura hoy llamada Valle de la Sangre, puede uno asistir a la carga de las mesnadas de Sancho García contra las tropas califales y a la huida de éstas por el camino de Bordecorex hacia Medinaceli. Sí parece seguro que Almanzor murió la noche del 10 al 11 de agosto de 1002 y que fue sepultado en Medinaceli.
En el curso de la Edad Media se vincula Calatañazor con diversos personajes de la realeza castellana como Alfonso X, Sancho IV o María de Padilla: los dos primeros porque honraron la villa con su presencia en alguna ocasión; María, esposa de Pedro I el Cruel, porque pertenecía al linaje de los Padilla, señores de Calatañazor. Esta familia, procedente de Padilla de Yuso (hoy Coruña del Conde, Burgos) obtuvo el señorío de su villa de origen y el de Calatañazor, y de ella formaron parte Juan Fernández de Padilla, notorio por sus enfrentamientos, incluso armados, con el obispado de Osma, su nieto Juan de Padilla, adelantado mayor de Castilla, el hijo de este, Pedro López de Padilla, también adelantado mayor de Castilla pero con título obtenido a perpetuidad de Enrique IV, Martín de Padilla, nacido en la propia villa de Calatañazor e interviniente en la batalla de Lepanto, al que Felipe II otorgó el cargo de capitán general de las galeras de España, y la ya citada María de Padilla, amante de Pedro I, quien, casado con Blanca de Borbón, declaró ante las Cortes convocadas en Sevilla (1362) haber contraído matrimonio con María antes que con Blanca, por lo que aquella fue reconocida como reina y sus hijos como herederos de Castilla.

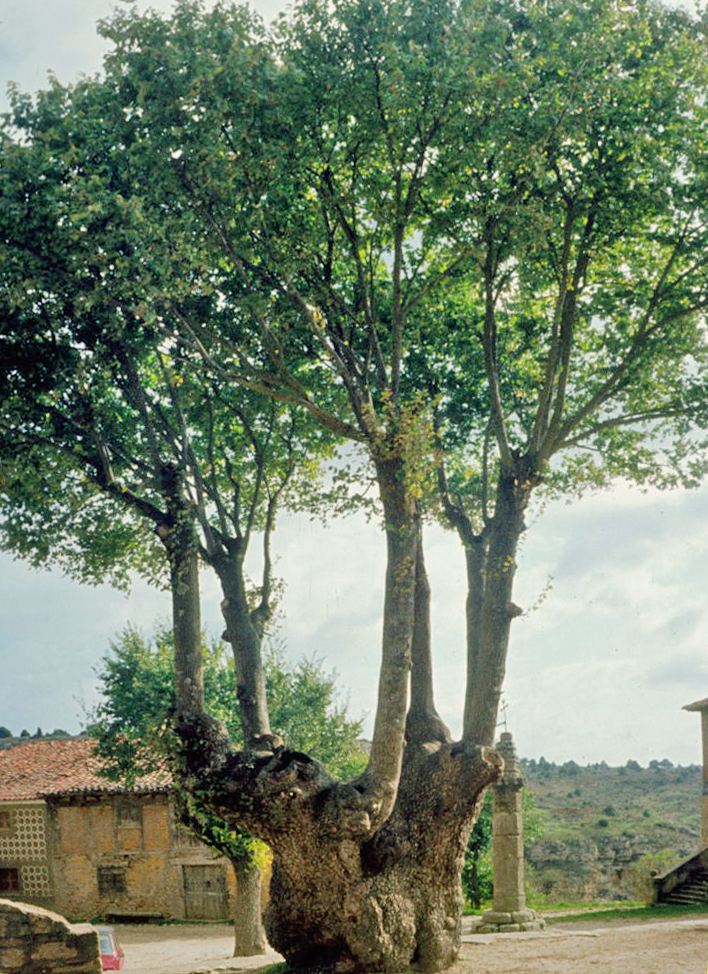
Antiguo olmo —hoy día desaparecido— en 1976.

Ya en el siglo XVII la plaza de Calatañazor pasó de manos de los Padilla a la casa de los duques de Medinaceli. A ésta perteneció hasta que, por fallecimiento sin descendencia de Luis Francisco de la Cerda, su noveno duque, heredó el patrimonio su hermana María y recayó, por enlace matrimonial de ésta con el marqués de Feria, en este linaje nobiliario un siglo después.
A la caída del Antiguo Régimen la localidad se constituye en municipio constitucional, entonces conocido como Calatañazor, en la región de Castilla la Vieja, partido de Almazán que en el censo de 1842 contaba con 57 hogares y 232 vecinos.
A mediados del siglo XIX el término del municipio crece al incorporar las localidades de Abioncillo y Aldehuela de Calatañazor.

## Demografía
Cuenta con una población de 43 habitantes (INE 2024).
| Gráfica de evolución demográfica de Calatañazor entre 1842 y 2021 |
| |
| Población de derecho según los censos de población del INE Población de hecho según los censos de población del INEEntre el censo de 1857 y el anterior, crece el término del municipio porque incorpora a 425000 (Abioncillo) y 425003 (Aldehuela de Calatañazor) |

### Población por núcleos
| Núcleos                   | Habitantes (2020) | Notas   |
| ------------------------- | ----------------- | ------- |
| Calatañazor               | 37                |         |
| Abioncillo de Calatañazor | 8                 | Pedanía |
| Aldehuela de Calatañazor  |                   | Pedanía |

### Despoblados
Hay noticia de otros lugares habitados en el pasado y que aparecen como despoblados: 
San Miguel, Los Casares, El Cubillo y Fuentemayuel.

## Patrimonio

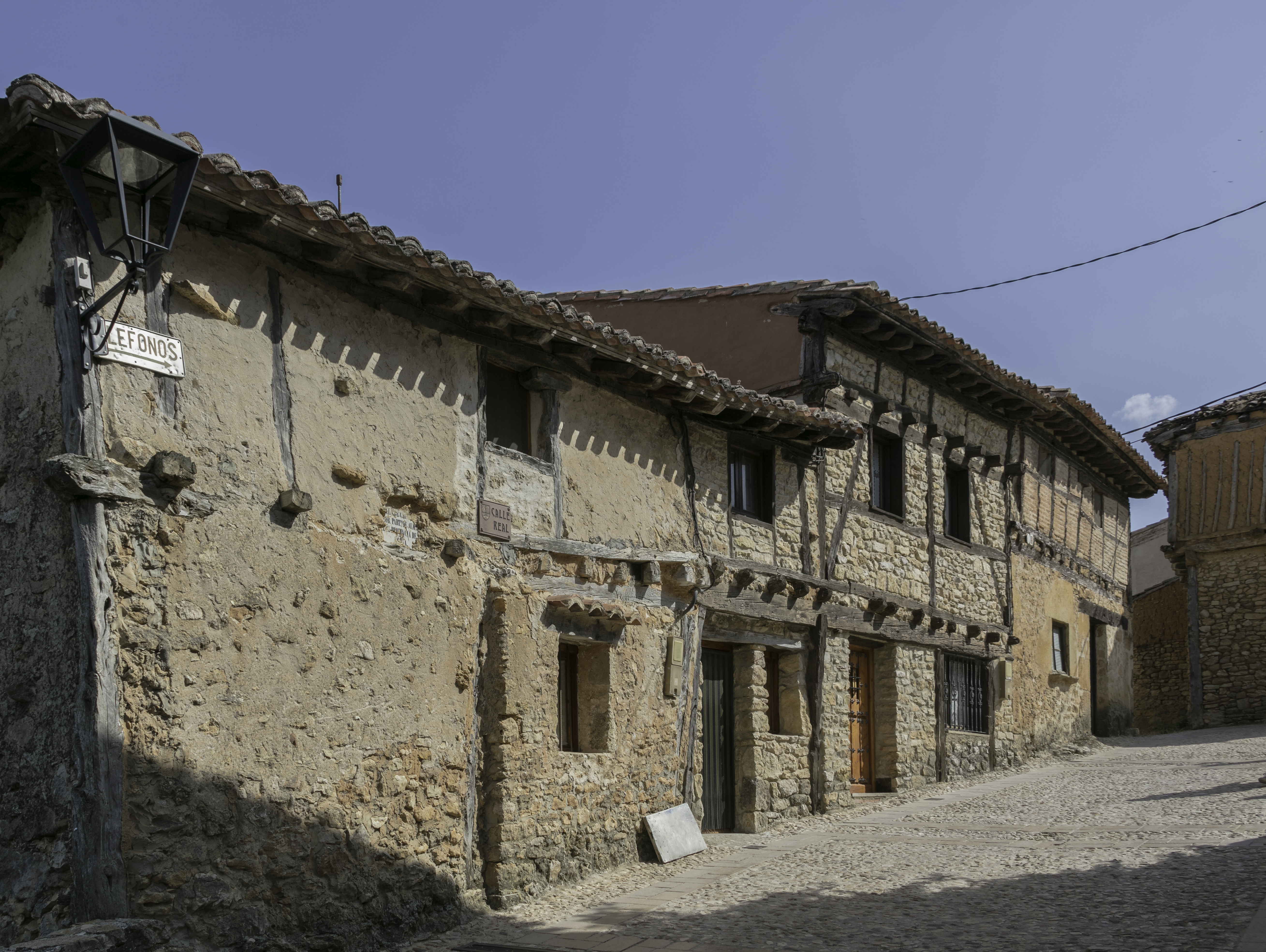
Calle principal.

La estructura urbana es muy simple: una empinada calle constituye el eje del poblado en cuyo extremo superior se ubica la plaza mayor, que acoge en su centro un rollo bajomedieval y que reúne en su entorno el castillo y el ayuntamiento.
Todo en Calatañazor tiene sabor tradicional de remotas centurias y atestigua el paso de los siglos como si éstos lo hubieran hecho medrosos y de refilón, sin querer hacerse notar: calles empedradas con canto rodado, casas con desplomadas paredes de tapial de barro y paja o tosca mampostería de piedra, estructura y trabazón confiada a irregulares rollizos de enebro, puertas protegidas por postigos de media altura, cubiertas de teja sobre las que se alzan las genuinas chimeneas cónicas pinariegas.
Un conjunto prototípicamente medieval en su interior y no menos en su exterior, rodeado como está de recia muralla cuyos lienzos y cubos cubren todo su perímetro, con excepción del flanco oriental.
Cuenta además con abundantes restos de un señorial castillo, con dos iglesias —una de ellas románica— y con una tercera muy arruinada pero que todavía deja entrever su románica hechura. Tantos méritos le valieron a la villa de Calatañazor la declaración de conjunto histórico-artístico en 1962.

### Castillo

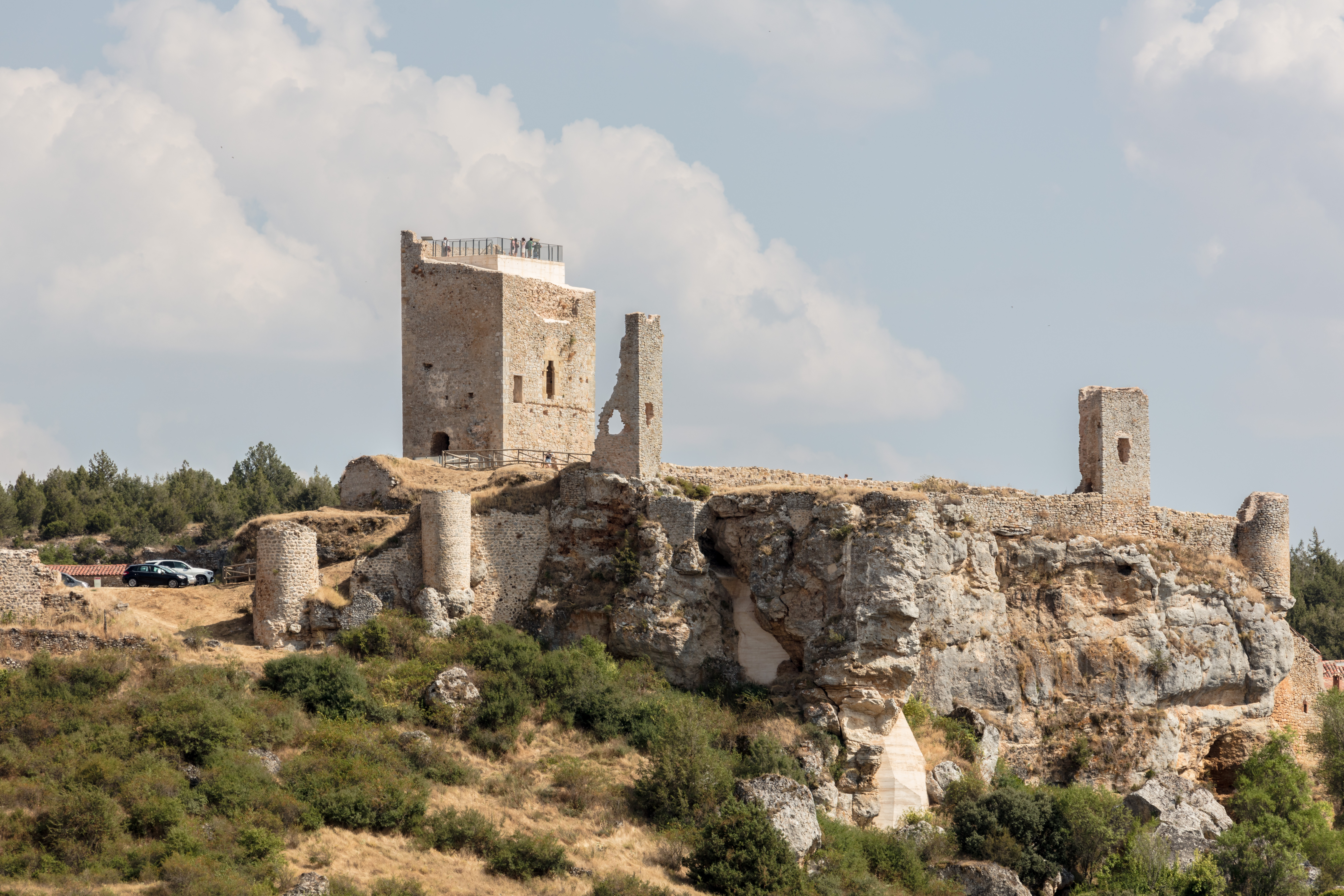
Castillo

Lo que aún perdura del castillo, y que hoy podemos contemplar, se remonta al siglo XIV o XV, sin perjuicio de que en la torre del homenaje se distingan algunas piedras aparejadas al modo árabe que hablan de un origen anterior. Como ha quedado dicho en la reseña histórica, el castillo-palacio fue solar de los Padilla y en él nacieron varios de sus destacados miembros.
La torre del homenaje fue objeto de una somera restauración relativamente reciente; es el único elemento que presenta algún detalle de interés, como la sillería de sus esquinas o la ventana gótica que se abre en uno de sus paramentos. Los lienzos de esta torre, como todo lo demás, son de mampostería.
Resisten en pie dos cubos y varios tambores de la muralla circundante. Es visible también el foso que lo aislaba y defendía por el lado de la población.

### Iglesias
Iglesia de Nuestra Señora del Castillo

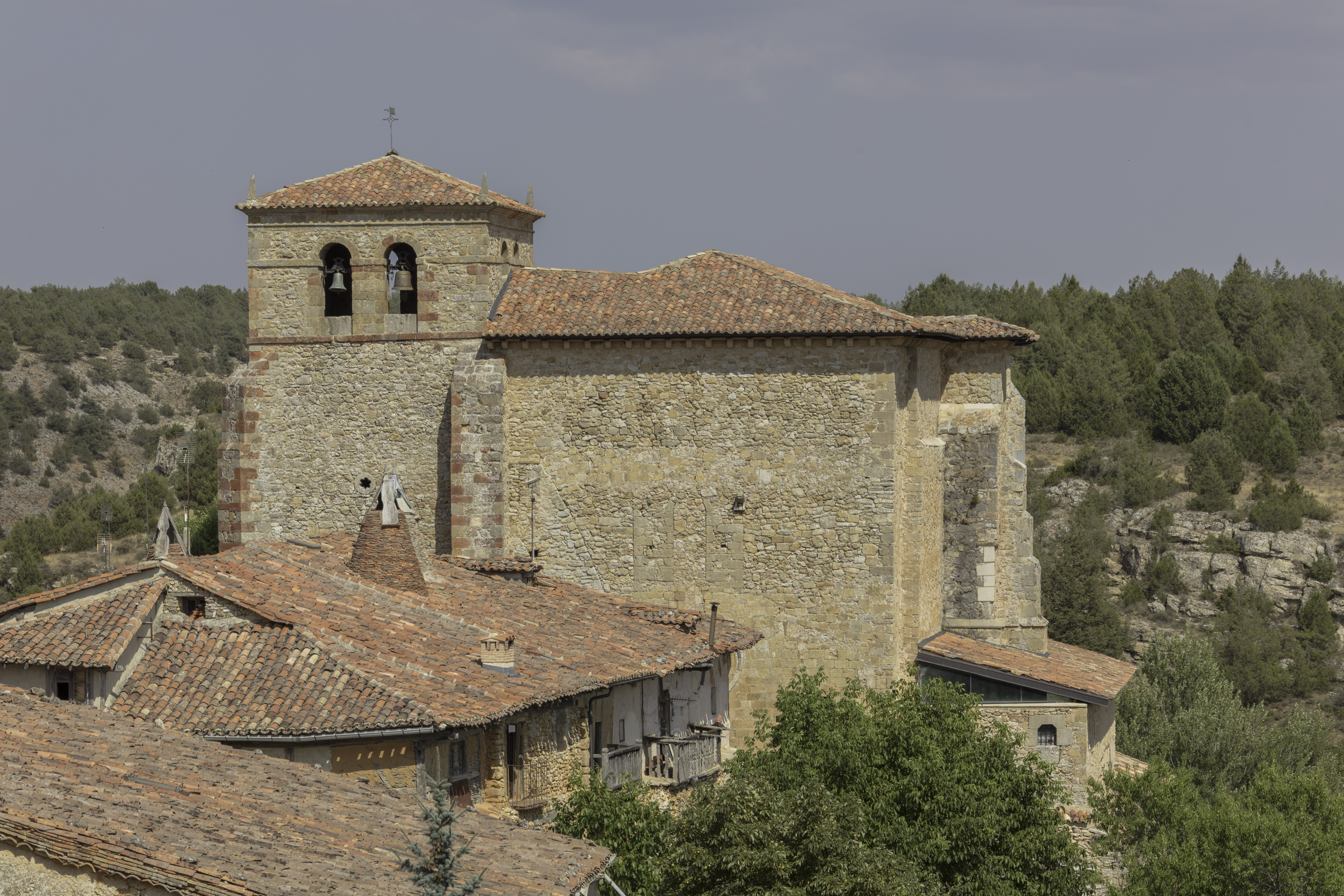
Iglesia de Nuestra Señora del Castillo.

Actual iglesia parroquial, se trata de un edificio de planta de salón con una sola nave y una torre adosada en su parte norte. Es de origen románico, si bien de la primitiva fábrica no se conserva sino el paramento occidental en el que perduran un óculo baquetonado y la portada. La singularidad de esta estriba en el alfiz rectangular que enmarca el arco de la puerta, un componente habitual en las construcciones árabes, cuya presencia aquí se debe, sin duda, a los numerosos musulmanes que residían en Calatañazor. La puerta dispone de arco de medio punto de doble arquivolta sobre sendas columnas encapiteladas.
A la posterior obra gótica tardía (seguramente ya del el siglo XVI) pertenece la capilla mayor, siendo la nave y el coro del siglo XVIII.
En su interior se halla una pila bautismal románica del siglo XI, el Cristo de Calatañazor o del Amparo, talla del siglo XV en un retablo barroco del siglo XVII, y un pequeño museo que guarda variadas piezas de interés histórico y artístico, entre las que destacan las confirmaciones de privilegios originales de la villa otorgados por Enrique IV en 1456, los Reyes Católicos en 1477 y Carlos V en 1530.
El retablo mayor, de finales del siglo XVI a comienzos del XVII, en su primera parte, es obra de Juan de Artiaga y Francisco Rodríguez. El resto del retablo es del siglo XVII y el camarín de la virgen del siglo XVIII. La virgen es una talla del siglo XV.

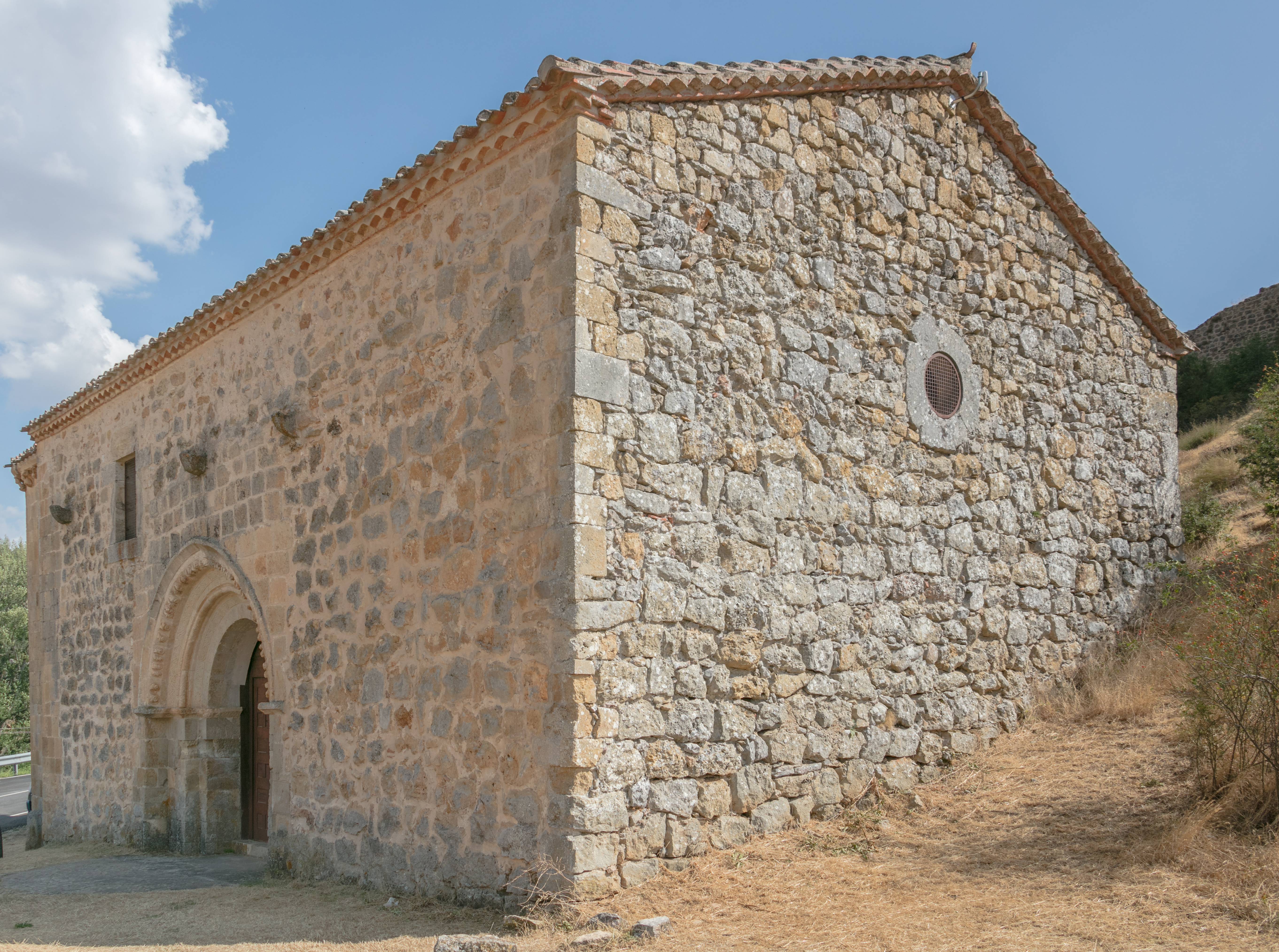
Ermita de la Soledad
Iglesia extramuros restaurada en gran medida, pero que muestra intacto el ábside y la puerta que se abre en el lado norte. Sólo presenta decoración esta puerta en su arquivolta exterior que voltea sobre los ábacos volados al haber desaparecido las columnas adosadas a las jambas.
En el ábside existen dos puertas tapiadas que se abrieron en el siglo XVII para el tránsito de los desfiles procesionales. Una imposta recorre el tambor a media altura dividiéndolo horizontalmente en dos secciones, mientras que las columnas son de fuste continuo en toda su altura. Tanto los capiteles como los canecillos que se distribuyen bajo el alero son de una talla admirable, en particular una figurilla representando a un músico sedente.
Iglesia de San Juan

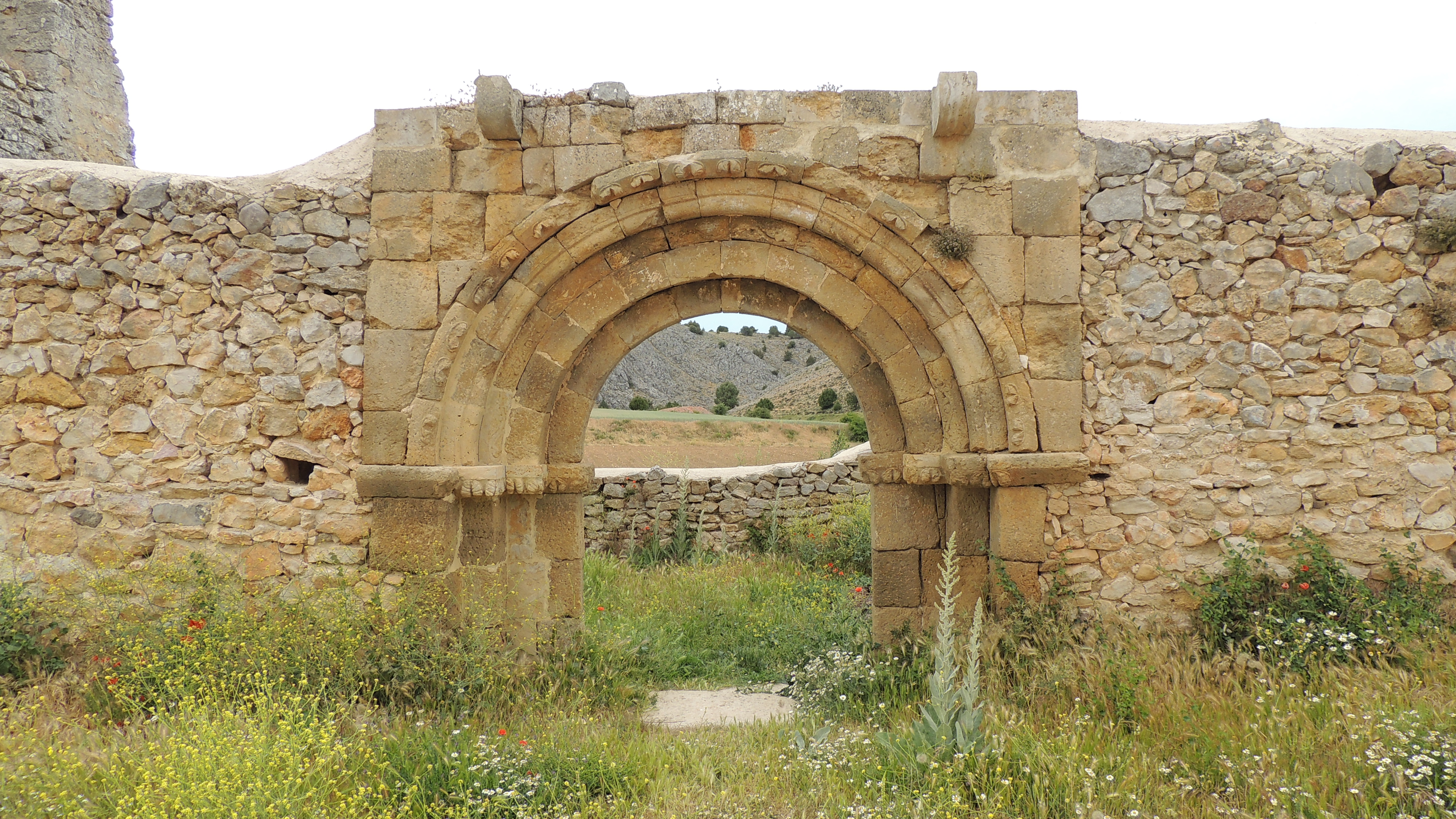
Iglesia de San Juan.

De esta pequeña iglesia-ermita de una sola nave, presbiterio y ábside, no quedan sino algunos despojos que aún quieren dejarse ver entre la vegetación. Se conserva la portada en regular estado ostentando una sencilla decoración a base de bifolias.